# Iso Laurijärvi
Iso Laurijärvi är en sjö i Kiruna kommun i Lappland och ingår i Kalixälvens huvudavrinningsområde. Sjön är 3,3 meter djup, har en yta på 0,105 kvadratkilometer och är belägen 344 meter över havet. Iso Laurijärvi ligger i Torne och Kalix älvsystem Natura 2000-område.

## Delavrinningsområde
Iso Laurijärvi ingår i det delavrinningsområde (749868-175583) som SMHI kallar för Namn saknas. Medelhöjden är 379 meter över havet och ytan är 51,83 kvadratkilometer. Räknas de 346 avrinningsområdena uppströms in blir den ackumulerade arean 6 066,75 kvadratkilometer. Avrinningsområdets utflöde Kalixälven (Kaitumälven) mynnar i havet. Avrinningsområdet består mestadels av skog (85 procent). Avrinningsområdet har 2,71 kvadratkilometer vattenytor vilket ger det en sjöprocent på 5,2 procent.